# Francès antic
El concepte de francès antic o francès medieval inclou el conjunt de tota la família de llengües romàniques del grup d'oïl parlades aproximadament a la meitat nord del territori francès actual i per la noblesa normanda, des del segle ix fins al segle xiv.

## Orígens i descendència
Prové del romanç o galoromanç, un dialecte del llatí vulgar present en la majoria dels països que formaven part de l'Imperi Romà. És històricament seguit pel francès mitjà. Aquestes distincions temporals de l'edat de la llengua han estat, però, definides de manera relativament arbitrària i recent pels lingüistes. Des del punt de vista dels parlants, l'evolució va ser escassa pel fet que el llatí ha evolucionat al francès de manera contínua i progressiva sense que es percebi un tall entre diferents estats de l'evolució encara que l'alteració a la pronunciació pogués ser el fet de l'aportació dels no romans, en aquest cas celtes i germànics.
El francès antic és l'ancestre del francès parlat avui dia. L'aparició d'una llengua única al territori francès és tanmateix molt tardana i és la unió de diverses llengües d'oïl antigues el que constitueix la llengua actual.
Per exemple, s'estima que a la vigília de la Revolució Francesa, les tres quartes parts de la població francesa parlaven una llengua diferent del francès.

## Importància del francès en la història lingüística
Llengua de cultura i de literatura, està ben testimoniat i es pot constituir la seva història amb una gran precisió (tant lèxicament, morfològicament, fonèticament i sintàcticament). Les evolucions fonètiques que han conduït aquesta llengua a la seva varietat moderna són conegudes amb prou detall per una cadena fonètica del llatí al francès prevista segle per segle. L'estudi del francès i la seva història no poden obviar el francès antic. De la resta, aquesta assignatura, així com el seu aspecte fonètic històric, és obligatòria per als estudiants de lletres actuals, agregada a les lletres clàssiques i a la gramàtica, examen que es passa a França per poder ensenyar la llengua i la literatura franceses.

## Variacions dialectals i llengua literària
El francès antic millor dit, el romanç que es parla a França durant tota l'Edat Mitjana, és "una branca" del llatí, llengua de la qual neixen moltes altres, per exemple el català modern o l'italià modern. Per això, hi ha nombroses paraules semblants, tot i les excepcions: per exemple, el verb estimare en llatí, es conserva igua tant en italià com en català, però en canvi és aimer en francès actual.
La variació de l'ortografia segons les regions fa que si es comparen dos texts de diferents regions, per exemple de l'extrem oest i de l'extrem est de França, existiria una gran diferència tant d'ortografia com de pronunciació. Al llarg del temps, el francès antic ha evolucionat fins a convertir-se en el francès modern. Al no haver-hi una llengua literària definida, s'escrivia tal com sonava.